# Křížová cesta (Rumburk)
Křížová cesta v Rumburku na Děčínsku se nachází u kostela Stětí svatého Jana Křtitele na Strážném vrchu (původně Hutberg, Johannisberg) přibližně 1 kilometr severovýchodně od centra obce. Na místě kostela bývala poutní kaple z let 1722 – 1725. Je v pořadí dvanáctou křížovou cestou ze čtrnácti ve Šluknovském výběžku.

## Historie
V roce 1784 byla kaple na Strážném vrchu zrušena. Stavbu zakoupil roku 1787 místní výrobce plátna Fidelis Salomon a přestavěl ji na větrný mlýn. Ten neprosperoval a tak zde vznikla hospoda. Roku 1845 získal areál spolek rumburských měšťanů, jejichž cílem byla obnova poutního místa. Do roku 1829 byla severně od bývalé kaple vybudována Křížová cesta s Kalvárií.
Stavbu křížové cesty započal děkan P. Anton Ulbrich z Rumburku. V letech 1899 – 1900 bylo na návrší u barokního kostela Stětí svatého Jana Křtitele vybudováno 14 sloupků zastavení uspořádaných do podkovy. Stavební plány navrhl stavitel Josef Hampel z Rumburku, kamenické práce provedl Stefan Winkler z Dolních Křečan. Reliéfy z pálené hlíny (terakoty) opatřené barevným nátěrem byly zakoupeny v Mayerově královském uměleckém ústavu v Mnichově. O rok později byl na zeď kaple svatého Jana Křtitele osazen reliéf Krista v Getsemanské zahradě. V roce 1908 bylo do středu křížové cesty přemístěno od budovy gymnasia sousoší Ukřižování od sochaře a kameníka Josefa Salma z Nových Křečan.
Poutní místo fungovalo až do roku 1945. Po odsunu německého obyvatelstva zde byla zřízena hláska pohraniční stráže. V polovině 50. let se uvažovalo o demolici objektu. Roku 1959 byl kostel pronajat na 99 let pravoslavné církvi.
Kostel je spolu s Křížovou cestou chráněn jako nemovitá Kulturní památka České republiky.